# Manihot zehntneri
Manihot zehntneri är en törelväxtart som beskrevs av Ernst Heinrich Georg Ule. Manihot zehntneri ingår i släktet Manihot och familjen törelväxter. Inga underarter finns listade i Catalogue of Life.